# Веме (департамент)
Вéме (фр. Ouémé) — департамент Беніну, знаходиться на південному сході країни. Адміністративний центр — столиця держави місто Порто-Ново.

## Географія
Межує з Нігерією на південному сході; з департаментами: Плато - на сході, Зу - на півночі, Атлантичний і Літораль - на заході. На півдні омивається водами затоки Бенін.

## Адміністративний поділ

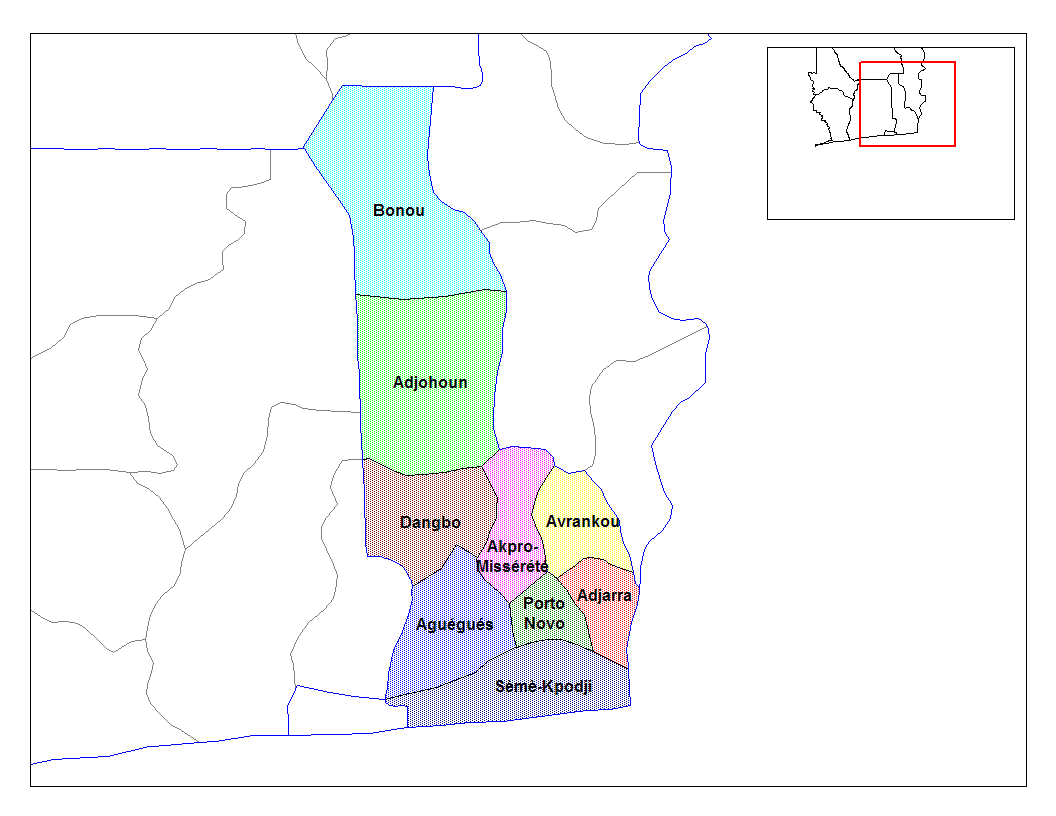
Комуни департаменту Веме.

У департаменті виділено 9 комун:
- Авранку (фр. Avrankou)
- Агегес (фр. Aguégués)
- Аджарра (фр. Adjarra)
- Аджоун (фр. Adjohoun)
- Акпро-Місерете (фр. Akpro-Missérété)
- Бону (фр. Bonou)
- Дангбо (фр. Dangbo)
- Порто-Ново (фр. Porto Novo)
- Семе-Кподжі (фр. Sèmè-Kpodji)